# Pellorneum saturatum
Pellorneum saturatum és una espècie d'ocell de la família dels pel·lornèids (Pellorneidae). Es troba a les illes indonèsies de Bangka i Belitung, així com a l'oest i el sud-oest de Borneo. Anteriorment, es considerava una subespècie de la matinera cuacurta (Pellorneum malaccense).

## Taxonomia i etimologia
Pellorneum saturatum va ser descrit formalment el 1920 pels zoòlegs britànics Herbert C. Robinson i C. Boden Kloss basant-se en exemplars recollits prop del riu Tinjar, un afluent del riu Baram, al nord de Sarawak, Malàisia. El van considerar una subespècie de la matinera cuacurta i van encunyar el nom trinomial Anuropsis malaccensis saturata. L'epítet específic prové del llatí «saturatus» que significa “de colors intensos”.
Pellorneum saturatum ha estat traslladada al gènere Pellorneum, introduïda el 1832 pel naturalista anglès William Swainson. A causa de les diferències vocals i genètiques, ara es tracta com una espècie separada. L'espècie es considera monotípica: no es reconeix cap subespècie.